# جيس داندي
جيس داندي (بالإنجليزية:Jess Dandy) (مواليد 9 نوفمبر 1871 - وفيات 15 أبريل 1923) ممثل سينمائي أمريكي في عصر السينما الصامتة .

## روابط خارجية
- جيس داندي على موقع IMDb (الإنجليزية)
- جيس داندي على موقع ألو سيني (الفرنسية)
- جيس داندي على موقع أول موفي (الإنجليزية)
- جيس داندي على موقع قاعدة بيانات برودواي على الإنترنت (الإنجليزية)
- جيس داندي على موقع قاعدة بيانات الأفلام السويدية (السويدية)
- جيس داندي على موقع قاعدة بيانات الفيلم (الإنجليزية)
- جيس داندي على موقع كينوبويسك (الروسية)